# قورباغه آبی معمولی
قورباغه آبی معمولی یا قورباغه خوراکی (نام علمی: Pelophylax esculentus) نام یک گونه از تیره قورباغه‌های راستین است.